# يوجين باير
يوجين باير (بالألمانية: Eugen Beyer)‏ هو عسكري نمساوي، ولد في 18 فبراير 1882 في Pohořelice ‏ في التشيك، وتوفي في 25 يوليو 1940 في سالزبورغ في النمسا بسبب سرطان.
1. ↑   http://biography.hiu.cas.cz/Personal/index.php?curid=41326. {{استشهاد ويب}}: |url= بحاجة لعنوان (مساعدة) والوسيط |title= غير موجود أو فارغ (من ويكي بيانات) (مساعدة)